# Ozicrypta
Ozicrypta is een geslacht van spinnen uit de familie Barychelidae.

## Soorten
Het geslacht kent de volgende soorten:
- Ozicrypta australoborealis Raven & Churchill, 1994
- Ozicrypta clarki Raven & Churchill, 1994
- Ozicrypta clyneae Raven & Churchill, 1994
- Ozicrypta combeni Raven & Churchill, 1994
- Ozicrypta cooloola Raven & Churchill, 1994
- Ozicrypta digglesi Raven & Churchill, 1994
- Ozicrypta etna Raven & Churchill, 1994
- Ozicrypta eungella Raven & Churchill, 1994
- Ozicrypta filmeri Raven & Churchill, 1994
- Ozicrypta hollinsae Raven & Churchill, 1994
- Ozicrypta kroombit Raven & Churchill, 1994
- Ozicrypta lawlessi Raven & Churchill, 1994
- Ozicrypta littleorum Raven & Churchill, 1994
- Ozicrypta mcarthurae Raven & Churchill, 1994
- Ozicrypta mcdonaldi Raven & Churchill, 1994
- Ozicrypta microcauda Raven & Churchill, 1994
- Ozicrypta noonamah Raven & Churchill, 1994
- Ozicrypta palmarum (Hogg, 1901)
- Ozicrypta pearni Raven & Churchill, 1994
- Ozicrypta reticulata (L. Koch, 1874)
- Ozicrypta sinclairi Raven & Churchill, 1994
- Ozicrypta tuckeri Raven & Churchill, 1994
- Ozicrypta walkeri Raven & Churchill, 1994
- Ozicrypta wallacei Raven & Churchill, 1994
- Ozicrypta wrightae Raven & Churchill, 1994